# The Unseen
The Unseen — американская панк-группа, образованная в 1993 году в Хингем, штат Массачусетс. Одна из наиболее заметных хардкор-групп направленных на возрождение стрит-панка. Первоначально группа называлась The Extinct (в пер. с англ. «Вымершие»).

## История
Группа была сформирована в городе Хингем, штат Массачусетс в 1993 году. Затем они переехали в Бостон, находившийся неподалёку. Наряду с другими молодыми стрит-панк-группами, они намеревались возродить английский стрит-панк 1980-х годов. Квинтет выпустил лучшую, на тот момент, компиляцию для европейского рынка в июне 2000 года под названием Totally Unseen: The Best Of The Unseen, в котором содержались два ранее не издававшихся трека.

## Состав группы

### Настоящий состав
- Марк Ансэн — ударные, вокал (1993—2003), вокал (2003 — настоящее время)
- Трипп Tripp Андервуд — бас-гитара, вокал (1993 — настоящее время)
- Скотт Ансэн — гитара, вокал (1993 — настоящее время)
- Пэт Мелзард — ударные (2002 — настоящее время)
- Джонни — ритм-гитара, бэк-вокал (2006 — настоящее время)

## Бывшие участники
- Пол Руссо — вокал, ритм-гитара, ударные, бас (1995—1997, 1998—2003)
- Брайан «Чейнсав» Рейли — ритм-гитара, вокал (1997—1999)
- Марк Карлсон — вокал (1993—1995)
- Брэд Логан — бас-гитара (временные замены)

## Дискография

### Студийные альбомы
- Lower Class Crucifixion (1997)(первоначально выпущен на VML Records, переиздан в 1998 году AF Records)
- So This Is Freedom (1999) (AF Records)
- The Anger & The Truth (2001) (BYO Records)
- Explode (2003) (BYO Records)
- State of Discontent (2005) (Hellcat Records)
- Internal Salvation (2007) (Hellcat Records)

### Сборники
- Totally Unseen: The Best Of The Unseen (2000) (Step-1 Records)
- The Complete Singles Collection 1994—2000 (2002) (Punkcore Records)

### Винил
- Too Young To Know… Too Reckless To Care 7" (1995 Rodent Popsicle Records)
- Protect And Serve 7" (1996 VML records)
- Raise Your Finger Raise Your Fist 7" (1996 VML records)
- Tom and BootBoys Split 7" (1998 Pogo 77 records)
- Boston’s Finest — Split 7" with Toxic Narcotic (1998 ADD/Rodent popsicle records)

## Клипы
- False Hope from Explode
- Scream Out from State of Discontent
- You Can Never Go Home from State of Discontent
- Break Away from Internal Salvation
- Paint it Black (Originally from The Rolling Stones)